# Callac
Callac is een plaats in het Franse departement Côtes-d'Armor, in de regio Bretagne. De plaats maakt deel uit van het arrondissement Guingamp. Callac telde op 1 januari 2022 2.274 inwoners.

## Geografie
De oppervlakte van Callac bedroeg op 1 januari 2022 33,03 vierkante kilometer; de bevolkingsdichtheid was toen 68,8 inwoners per km².
De onderstaande kaart toont de ligging van Callac met de belangrijkste infrastructuur en aangrenzende gemeenten.

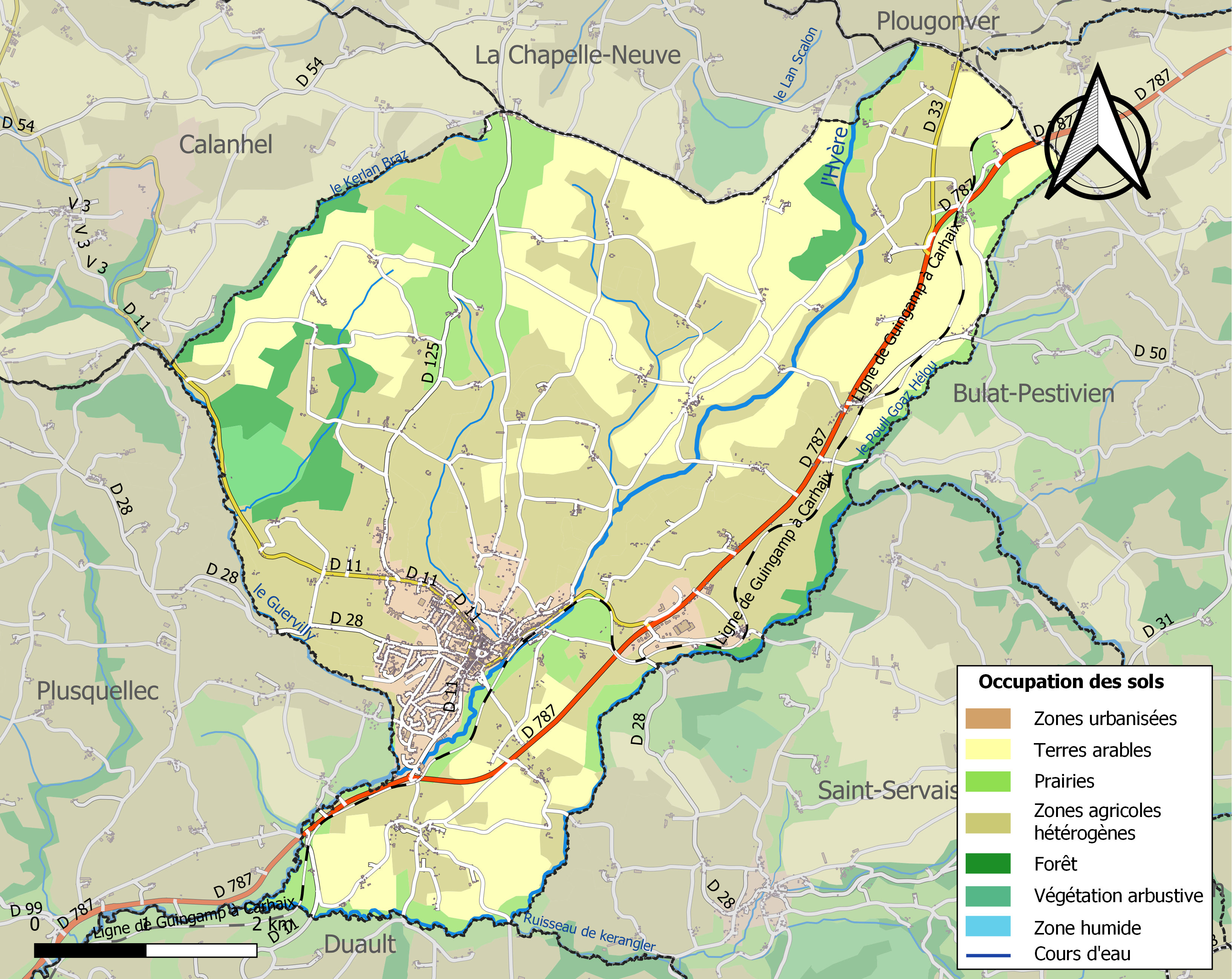

## Verkeer & vervoer
In de gemeente liggen spoorwegstation Callac en spoorweghalte Les Mais.

## Demografie
Onderstaande figuur toont het verloop van het inwonertal (bron: INSEE-tellingen).